# 주한 에티오피아 대사관
주한 에티오피아 대사관(암하라어: ኢትዮጵያ የኮሪያ ሪፐብሊክ)은 대한민국 서울특별시 용산구 이태원동 258-6에 위치하고 있는 에티오피아 대사관이다. 현직 주한 에티오피아 대사는 데시 달키 두카모이다.

## 역사
에티오피아는 남북한 동시 수교국으로 대한민국과는 1963년 12월에, 조선민주주의인민공화국과는 1975년 6월에 외교 관계를 수립하였으며 6.25 전쟁 때 대한민국에 6,000여 명의 병력을 파병한 참전국이다. 대한민국은 1965년 3월 에티오피아에 상주 대사관을 개설하고 에티오피아는 1992년 7월 한국에 상주 대사관을 개설했으나 2002년 4월 1일 폐쇄한 후, 2012년 4월 주한 에티오피아 대사관이 재개설되었다. 에티오피아 비자는 국내에서 신청이 가능하다.
1993년 6월 대한민국의 민관경협사절단, 1995년 5월 이시영 외무부차관, 1999년 7월 장태완 재향군인회장이 에티오피아를 방문하고 에티오피아에서는 1968년 5월 하일레 셀라시에 황제, 1994년 11월 두리 모하메드 경제기획개발장관, 1998년 10월 멜레스 제나위 총리 등이 방한하였다. 양국은 1968년 의료협력협정, 1992년 경제과학기술협력협정, 1996년 봉사단파견협정, 1998년 문화협정, 1999년 스포츠교류협정 등을 체결하였다.
1995년 한국국제협력단(KOICA)이 진출하여 식수개발사업, 공업연구소 건립 지원을 비롯하여 기자재 공여, 연수생 초청, 봉사단, 전문가 파견 활동 등을 펼치고 있다. 에티오피아는 시장경제체제 도입과 친서방 정책을 채택, 과거 사회주의 정권하에서의 일방적인 친북정책에서 탈피하여 대한민국과의 관계 증진에 노력하고 있으며 국제 기구에서도 한국의 입장을 지지하고 있다.

## 주요 업무
주요 업무는 대한민국 정부와의 정치적, 경제적, 사회적, 문화적 협력, 외교, 경제 정보 수집, 수출, 통상 진흥, 외교 정책 홍보, 문화, 학술, 체육 교류 협력, 대한민국 거주 에티오피아 국민의 보호·육성, 국적, 호적, 여권 업무 및 에티오피아 여행객에 대한 사증 발급 등이다.

## 같이 보기
- 에티오피아의 재외공관 목록
- 대한민국 주재 외국공관 목록
- 주에티오피아 대한민국 대사관 겸 주아프리카 연합 대한민국 대표부
- 대한민국-에티오피아 관계